# 孟建民
孟建民（1959年11月—），男，汉族，山西应县人。1975年9月参加工作，中国共产党党员。中华人民共和国政治人物，第十三届全国人民代表大会河北地区代表。

## 生平
历任青海省地质局出纳、会计，财政部商贸金融财务司、国家国有资产管理局商贸司科员、副主任科员、副处长，国务院清产核资办公室综合组组长（正处级），财政部清产核资办公室副主任（副司级），财政部统计评价司司长，国务院国资委统计评价局（清产核资办公室）局长（主任），国务院国资委副秘书长兼统计评价局（清产核资办公室）局长（主任）、业绩考核局局长，国务院国资委副主任等职务。2018年2月24日，当选为第十三届全国人大代表。